# Псари (Люблінецький повіт)
Псари (пол. Psary) — село в Польщі, у гміні Возьники Люблінецького повіту Сілезького воєводства.
Населення — 1323 особи (2011).

## Демографія
Демографічна структура станом на 31 березня 2011 року:
|          | Загалом | Допрацездатний вік | Працездатний вік | Постпрацездатний вік |
| -------- | ------- | ------------------ | ---------------- | -------------------- |
| Чоловіки | 658     | 132                | 457              | 69                   |
| Жінки    | 665     | 120                | 410              | 135                  |
| Разом    | 1323    | 252                | 867              | 204                  |